# Copidosoma balchanense
Copidosoma balchanense är en stekelart som beskrevs av Svetlana N. Myartseva 1983. Copidosoma balchanense ingår i släktet Copidosoma och familjen sköldlussteklar.
Artens utbredningsområde är Turkmenistan. Inga underarter finns listade i Catalogue of Life.